# 愛知県道278号山海大井線
愛知県道278号山海大井線（あいちけんどう278ごう やまみおおいせん）は、愛知県知多郡南知多町（途中美浜町を経由）を通る元一般県道である。美浜町大字豊丘で未整備のまま廃止された。

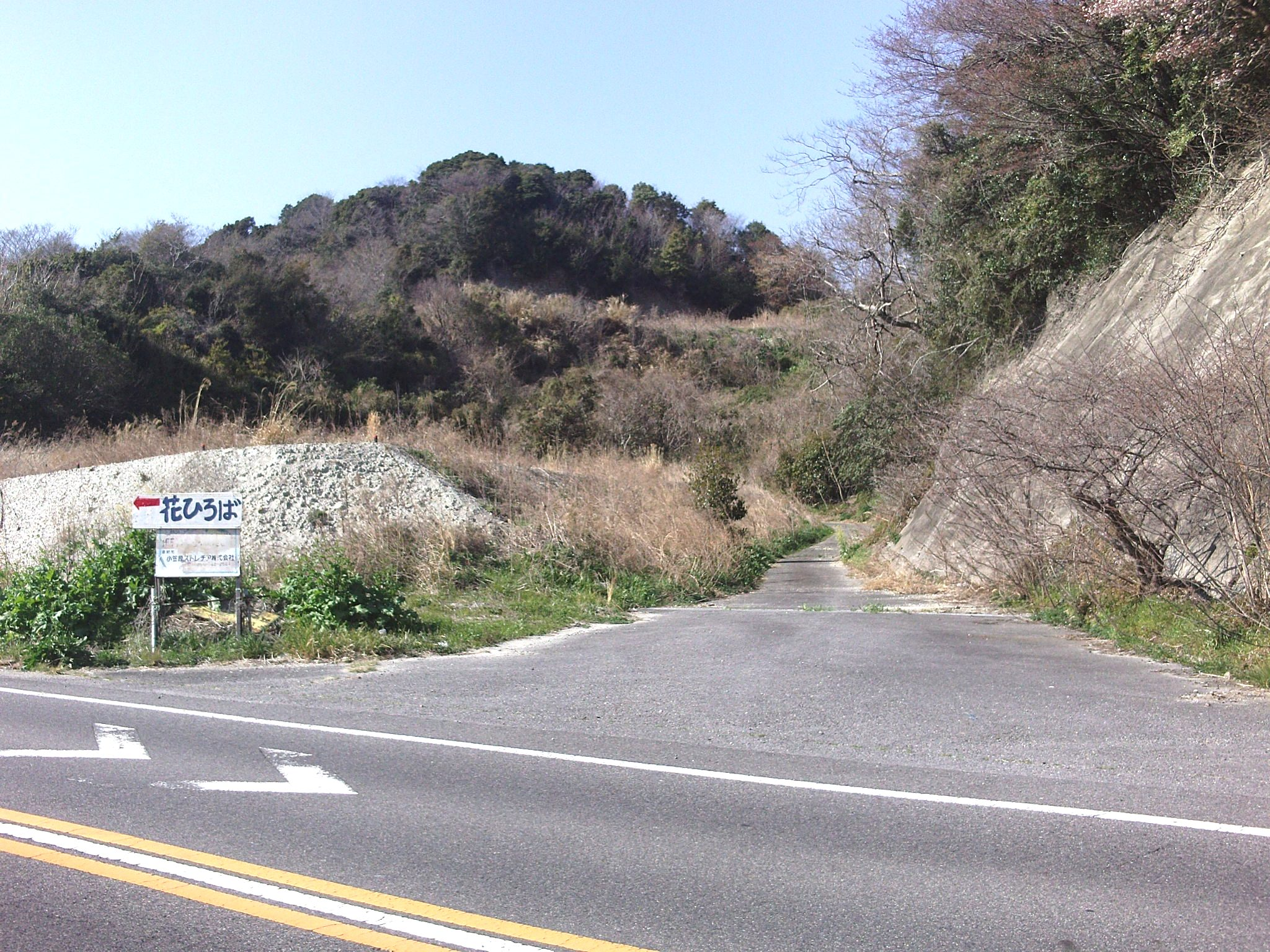
大井側。少し進むと両側に藪が迫り倒木が道を遮る管理されていない廃道状態。道幅は軽乗用車1台分程度。

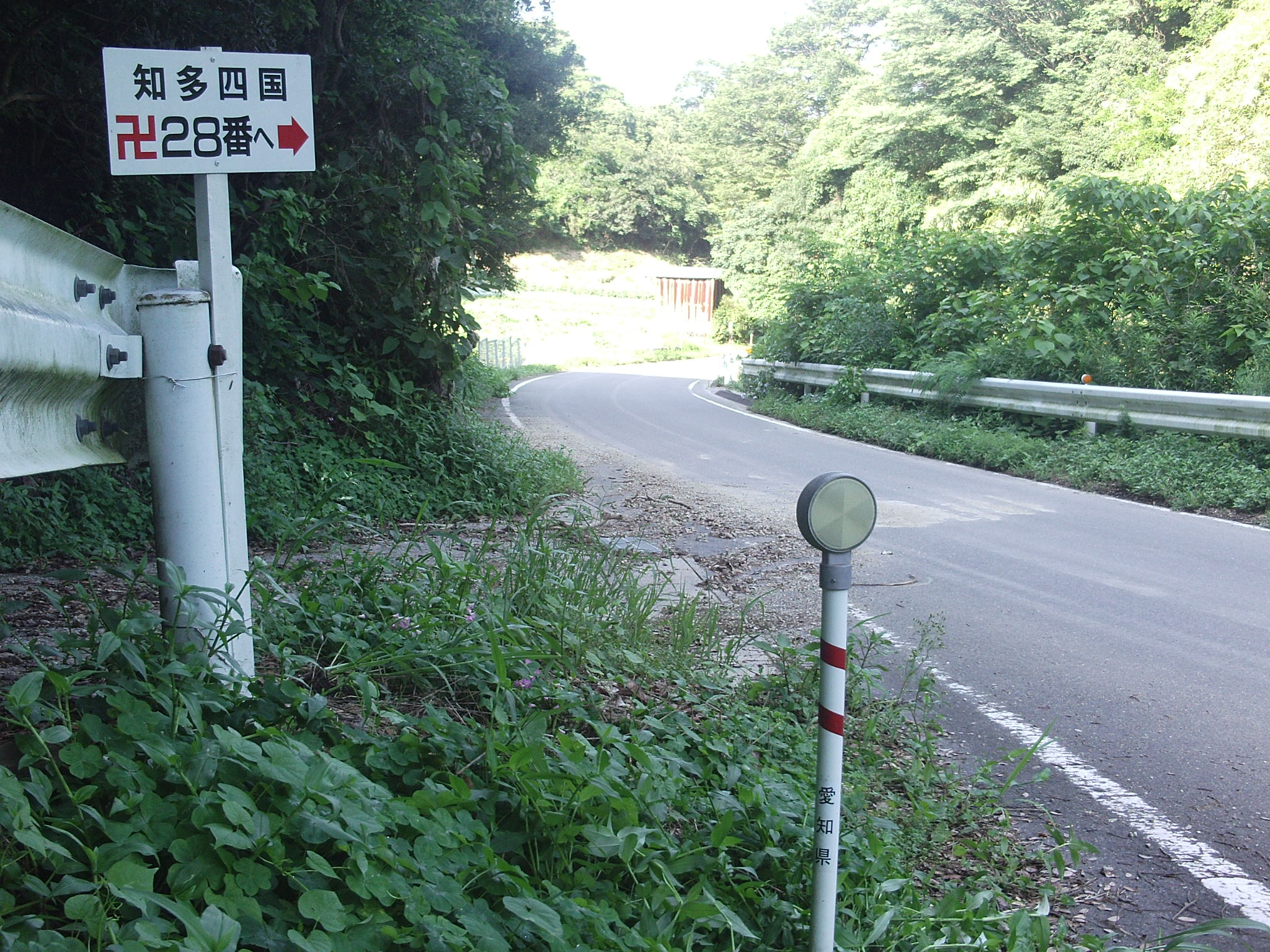
美浜町豊丘の様子。

## 概要

### 路線データ
- 起点：愛知県知多郡南知多町大字山海
- 終点：愛知県知多郡南知多町大字大井

## 地理

### 通過する自治体
- 愛知県
  - 知多郡
    - 南知多町
    - 美浜町

### 交差する道路
- 愛知県道280号豊丘豊浜線 重複区間
- 愛知県道7号半田南知多公園線

### 沿線・周辺
- 南知多町立豊丘小学校